# Hovamyia immaculipes
Hovamyia immaculipes är en tvåvingeart som beskrevs av Alexander 1955. Hovamyia immaculipes ingår i släktet Hovamyia och familjen småharkrankar.
Artens utbredningsområde är Madagaskar. Inga underarter finns listade i Catalogue of Life.